# Seattle Seahawks 2022
La stagione 2022 dei Seattle Seahawks è stata la 47ª della franchigia nella National Football League, la 21ª giocata nel Lumen Field (precedentemente conosciuto come CenturyLink Field) e la dodicesima con Pete Carroll come capo-allenatore. Per la prima volta dal 2011, il quarterback Russell Wilson e il linebacker Bobby Wagner non fecero parte del roster: Wilson fu scambiato con i Denver Broncos mentre Wagner fu svincolato. Erano gli ultimi due giocatori rimasti dalla vittoria del Super Bowl nel 2013. Tuttavia a metà stagione fece il suo ritorno un altro campione di quella stagione, il linebacker Bruce Irvin.
A causa dell'addio di Wilson la stagione partì con bassissime aspettative da parte di tifosi e addetti ai lavori, con alcuni analisti che arrivarono a pronosticare per Seattle il peggior record della NFL. La rinascita del quarterback Geno Smith e un'ottima classe del Draft 2022 che portò quattro titolari (Charles Cross, Abraham Lucas, Kenneth Walker III e Tariq Woolen) invece sovvertirono i pronostici. I Seahawks aprirono l'annata con una vittoria di misura proprio contro Wilson e i Broncos, prima di subire due sconfitte. Nel quarto turno batterono in una battaglia offensiva i Lions, una vittoria che sarebbe risultata decisiva nel finale di stagione. Dopo una sconfitta con i Saints nella settimana 5, iniziò una striscia di quattro vittorie consecutive, battendo formazioni che avrebbero raggiunto i playoff come Chargers e Giants. Su un record di 6-3 a metà stagione, la squadra ebbe però un calo che la portò a vincere solamente una delle successive sei gare. Nel penultimo turno Seattle batté i Jets, presentandosi all'ultimo turno su un record di 8-8. Per accedere ai playoff i Seahawks avrebbero dovuto battere i Rams campioni in carica ma autori di una stagione negativa e sperare in una vittoria dei Lions sui Packers. Seattle faticò a battere i Rams, riuscendovi solo con un field goal ai tempi supplementari. Poche ore dopo i Lions, già eliminati dalla corsa alla post-season in virtù della vittoria di Seattle, batterono Green Bay. Detroit concluse con un record di 9-8 come i Seahawks, ma grazie alla vittoria del quarto turno nello scontro diretto fu Seattle a qualificarsi per l'ultimo posto nei playoff. Geno Smith stabilì diversi record stagionali di franchigia sui passaggi, oltre a guidare la NFL in percentuale di completamento, mentre il rookie Tariq Woolen guidò la NFL con 6 intercetti. Grazie alla pessima stagione di Wilson ai Broncos, inoltre, Seattle guadagnò anche la quinta scelta assoluta nel Draft NFL 2023.
Nel primo turno di playoff Seattle si presentò pesantemente sfavorita contro i San Francisco 49ers, testa di serie numero due del tabellone della NFC, contro cui aveva già perso due volte nella stagione regolare. In vantaggio per 17-16 alla fine del primo tempo, i Seahawks collassarono nel secondo, venendo eliminati con un punteggio di 41-23.

## Scelte nel Draft 2022
| Scelte dei Seahawks nel Draft 2022 |        |                                      |                                      |                                      |
| Giro                               | Scelta | Giocatore                            | Ruolo                                | College                              |
| 1                                  | 9      | Charles Cross                        | OT                                   | Mississippi State                    |
| 1                                  | 10     | Scambiata con i New York Jets        | Scambiata con i New York Jets        | Scambiata con i New York Jets        |
| 2                                  | 40     | Boye Mafe                            | DE/OLB                               | Minnesota                            |
| 2                                  | 41     | Kenneth Walker III                   | RB                                   | Michigan State                       |
| 3                                  | 72     | Abraham Lucas                        | OT                                   | Washington State                     |
| 4                                  | 109    | Coby Bryant                          | CB                                   | Cincinnati                           |
| 5                                  | 153    | Tariq Woolen                         | CB                                   | UTSA                                 |
| 5                                  | 158    | Tyreke Smith                         | DE/OLB                               | Ohio State                           |
| 6                                  | 188    | Scambiata con i Jacksonville Jaguars | Scambiata con i Jacksonville Jaguars | Scambiata con i Jacksonville Jaguars |
| 7                                  | 229    | Bo Melton                            | WR                                   | Rutgers                              |
| 7                                  | 233    | Dareke Young                         | WR                                   | Lenoir–Rhyne                         |

## Staff
| Staff dei Seattle Seahawks nel 2022 |
| --- |
| Organi dirigenziali - Esecutrice/Chairwoman – Jody Allen - Presidente – Chuck Arnold - Vice presidente esecutivo/general manager – John Schneider - Vice presidente dell'amministrazione del football – Matt Thomas - Vice presidente del personale dei giocatori – Trent Kirchner - Direttore degli osservatori del college – Matt Berry - Direttore del personale professionistico – Nolan Teasley - Dirigente del personale – Alonzo Highsmith Capo allenatore - Capo-allenatore/vice-presidente esecutivo – Pete Carroll - Capo-allenatore associato – Carl Smith - Capo-allenatore associato-difesa – Sean Desai Altri allenatori - Prepararatore atletico – Ivan Lewis - Assistente p.a. – Thomas Garcia - Assistente p.a. – Mark Philipp - Assistente p.a. – Grant Steen - Assistente p.a. – Danny Van Dijk - Assistente p.a. – Jamie Yanchar Allenatori dell'attacco - Coordinatore offensivo – Shane Waldron - Quarterback – Dave Canales - Assistente quarterback – Kerry Joseph - Gioco sulle corse/running back – Chad Morton - Gioco sui passaggi/wide receiver – Sanjay Lal - Assistente wide receiver – Brad Idzik - Tight end – Pat McPherson - Offensive line – Andy Dickerson - Assistente offensive line – Keli'i Kekuewa - Assistente offensivo senior – Nate Carroll Allenatori della difesa - Coordinatore difensivo – Clint Hurtt - Assistente defensive line/defensive end – Aaron Curry - Assistente defensive line/defensive tackle – Damione Lewis - Linebacker – John Glenn - Gioco sui passaggi/defensive back – Karl Scott - Assistente defensive back – DeShawn Shead - Controllo qualità difesa – Will Tukuafu Allenatori dello special team - Coordinatore special team – Larry Izzo - Assistente special team – Tracy Smith |

## Roster
| Roster dei Seattle Seahawks nel 2022 |
| --- |
| Quarterback - 2 Drew Lock - 7 Geno Smith Running Back - 44 Nick Bellore FB - 31 DeeJay Dallas - 25 Travis Homer - 20 Rashaad Penny - 9 Kenneth Walker III Wide Receiver - 1 D'Wayne Eskridge - 15 Marquise Goodwin - 19 Penny Hart - 16 Tyler Lockett - 14 D.K. Metcalf - 83 Dareke Young Tight End - 89 Will Dissly - 87 Noah Fant - 84 Colby Parkinson Offensive Linemen - 63 Austin Blythe C - 67 Charles Cross T - 74 Jake Curhan T - 78 Stone Forsythe T - 61 Kyle Fuller C - 60 Phil Haynes G - 66 Gabe Jackson G - 68 Damien Lewis G - 72 Abraham Lucas T Defensive Linemen - 95 Myles Adams DE - 97 Poona Ford DE - 93 Shelby Harris DE - 77 Quinton Jefferson DE - 90 Bryan Mone NT - 99 Al Woods NT Linebacker - 57 Cody Barton ILB - 56 Jordyn Brooks ILB - 53 Boye Mafe OLB - 10 Uchenna Nwosu OLB - 49 Josh Onujiogu OLB - 98 Alton Robinson OLB - 52 Darrell Taylor OLB Defensive Back - 33 Jamal Adams SS - 35 Joey Blount FS - 8 Coby Bryant CB - 21 Artie Burns CB - 6 Quandre Diggs FS - 30 Mike Jackson Sr. CB - 42 Josh Jones SS - 23 Sidney Jones CB - 26 Ryan Neal SS - 29 John Reid CB - 39 Tariq Woolen CB Special Team - 4 Michael Dickson P - 5 Jason Myers K - 69 Tyler Ott LS Lista delle riserve - 22 Tre Brown CB (PUP) - 55 Ben Burr-Kirven OLB (PUP) - 91 L.J. Collier DE (IR) - 34 Josh Johnson RB (IR) - 29 John Reid CB (IR) - 59 Jon Rhattigan OLB (PUP) - 92 Tyreke Smith OLB (IR) - 11 Cody Thompson WR (IR) Squadra di allenamento - 82 JJ Arcega-Whiteside WR - -- Xavier Crawford CB - 43 Aaron Donkor OLB - 75 Greg Eiland T - 88 Cade Johnson WR - 50 Vi Jones ILB - 85 Tyler Mabry TE - -- Sean Mannion QB - -- Jalen McKenzie T - 81 Bo Melton RB - 32 Quandre Mosely CB - 58 Tanner Muse ILB - 41 Scott Nelson SS - 70 Liam Ryan T - 36 Darwin Thompson RB Roster aggiornato al 2 settembre 2022 53 attivi, 8 inattivi, 14 nella squadra di allenamento |
| Legenda - I rookie sono in corsivo. - Il primo ruolo è il principale mentre gli eventuali successivi indicano i ruoli secondari. - (IR) sta per Injured Reserve ed indica la lista ristretta per un solo giocatore infortunato che può tornare ad allenarsi dopo la settimana 6 e a rientrare in prima squadra dopo che questa ha giocato 8 partite. - (NF-Inj.) / (NF-Ill.) stanno rispettivamente per Non-Football Injured e Non-Football Illness ed indicano le liste dove viene inserito un giocatore che ha un infortunio o una malattia non dipendente dal football americano. - (PUP) sta per Physically Unable to Perform ed indica la lista dove viene inserito un giocatore mentre è in attesa di recuperare la condizione fisica. Nella stagione regolare dopo la sesta partita giocata dalla propria squadra, il giocatore ha tempo tre settimane per riprendere ad allenarsi, più tre settimane aggiuntive dal suo rientro agli allenamenti per rientrare in prima squadra. |

## Precampionato
Il 12 maggio 2022 sono state annunciate le partite dei Seahawks nel precampionato.
| Precampionato |                |                       |           |        |                  |         |
| Settimana     | Data           | Avversario            | Risultato | Record | Stadio           | Sintesi |
| 1             | 13 agosto 2022 | @ Pittsburgh Steelers | S 25-32   | 0-1    | Acrisure Stadium | Sintesi |
| 2             | 18 agosto 2022 | Chicago Bears         | S 11-27   | 0-2    | Lumen Field      | Sintesi |
| 3             | 26 agosto 2022 | @ Dallas Cowboys      | S 26-27   | 0-3    | AT&T Stadium     | Sintesi |

## Stagione regolare

### Calendario
Il calendario della stagione regolare è stato annunciato il 12 maggio 2022. Il gruppo degli avversari, stabiliti sulla base delle rotazioni previste dalla NFL per gli accoppiamenti tra le division nonché dai piazzamenti ottenuti nella stagione precedente, fu giudicato come il 11º più duro da affrontare tra tutti quelli della stagione 2022.
| Stagione regolare |                   |                            |               |        |                    |         |
| Settimana         | Data              | Avversario                 | Risultato     | Record | Stadio             | Sintesi |
| 1                 | 12 settembre 2022 | Denver Broncos (M)         | V 17–16       | 1–0    | Lumen Field        | Sintesi |
| 2                 | 18 settembre 2022 | @ San Francisco 49ers      | S 7-27        | 1-1    | Levi's Stadium     | Sintesi |
| 3                 | 25 settembre 2022 | Atlanta Falcons            | S 23-27       | 1-2    | Lumen Field        | Sintesi |
| 4                 | 2 ottobre 2022    | @ Detroit Lions            | V 48-45       | 2-2    | Ford Field         | Sintesi |
| 5                 | 9 ottobre 2022    | @ New Orleans Saints       | S 32-39       | 2-3    | Caesars Superdome  | Sintesi |
| 6                 | 16 ottobre 2022   | Arizona Cardinals          | V 19-9        | 3-3    | Lumen Field        | Sintesi |
| 7                 | 23 ottobre 2022   | @ Los Angeles Chargers     | V 37-23       | 4-3    | SoFi Stadium       | Sintesi |
| 8                 | 30 ottobre 2022   | New York Giants            | V 27-13       | 5-3    | Lumen Field        | Sintesi |
| 9                 | 6 novembre 2022   | @ Arizona Cardinals        | V 31-21       | 6-3    | State Farm Stadium | Sintesi |
| 10                | 13 novembre 2022  | @ Tampa Bay Buccaneers (I) | S 16-21       | 6-4    | Allianz Arena      | Sintesi |
| 11                | Riposo            | Riposo                     | Riposo        | Riposo | Riposo             | Riposo  |
| 12                | 27 novembre 2022  | Las Vegas Raiders          | S 34-40 (DTS) | 6-5    | Lumen Field        | Sintesi |
| 13                | 4 dicembre 2022   | @ Los Angeles Rams         | V 27-23       | 7-5    | SoFi Stadium       | Sintesi |
| 14                | 11 dicembre 2022  | Carolina Panthers          | S 24-30       | 7-6    | Lumen Field        | Sintesi |
| 15                | 15 dicembre 2022  | San Francisco 49ers (T)    | S 13-21       | 7-7    | Lumen Field        | Sintesi |
| 16                | 24 dicembre 2022  | @ Kansas City Chiefs       | S 10-24       | 7-8    | Arrowhead Stadium  | Sintesi |
| 17                | 1º gennaio 2023   | New York Jets              | V 23-6        | 8-8    | Lumen Field        | Sintesi |
| 18                | 8 gennaio 2023    | Los Angeles Rams           | V 19-16 (DTS) | 9-8    | Lumen Field        | Sintesi |

Note:
- Gli avversari della propria division sono in grassetto.
- Il simbolo "@" indica una partita giocata in trasferta.
- (M) indica il Monday Night Football, (T) il Thursday Night Football, (S) il Sunday Night Football e (I) le International Series.

## Play-off
Al termine della stagione regolare i Seahawks arrivarono secondi nella NFC West con un record di 9 vittorie e 8 sconfitte, qualificandosi ai play-off con il seed 7.
| Play-off  |                 |                           |           |        |                |         |
| Turno     | Data            | Avversario (seed)         | Risultato | Record | Stadio         | Sintesi |
| Wild Card | 14 gennaio 2023 | @ San Francisco 49ers (2) | S 23-41   | 0-1    | Levi's Stadium | Sintesi |

## Premi
- Geno Smith:

Comeback Player of the Year

### Premi settimanali e mensili
- Uchenna Nwosu:

difensore della NFC della settimana 1
- Geno Smith:

giocatore offensivo della NFC della settimana 4
giocatore offensivo della NFC del mese di ottobre
- Rashaad Penny:

running back della settimana 4
- Tariq Woolen:

difensore della NFC della settimana 6
rookie difensivo del mese di ottobre
- Kenneth Walker III:

running back della settimana 7
rookie offensivo del mese di ottobre
running back della settimana 18
- Will Dissly:

giocatore degli special team della NFC della settimana 8
- Quandre Diggs:

difensore della NFC della settimana 18

## Leader della squadra
| Leader della squadra   |                              |             |
| Categoria              | Giocatore                    | N.          |
| Yard passate           | Geno Smith                   | 4.282 yard† |
| Touchdown passati      | Geno Smith                   | 30          |
| Yard corse             | Kenneth Walker III           | 1.050 yard  |
| Touchdown su corsa     | Kenneth Walker III           | 9           |
| Ricezioni              | D.K. Metcalf                 | 90          |
| Yard ricevute          | D.K. Metcalf                 | 1.048       |
| Touchdown su ricezione | Tyler Lockett                | 9           |
| Tackle totali          | Jordyn Brooks                | 161         |
| Sack                   | Uchenna Nwosu Darrell Taylor | 9,5         |
| Intercetti             | Tariq Woolen                 | 6†          |
| Punti segnati          | Jason Myers                  | 143 punti†  |

† Leader della NFL
† Nuovo record di franchigia